# Lal Bagh Botanical Gardens

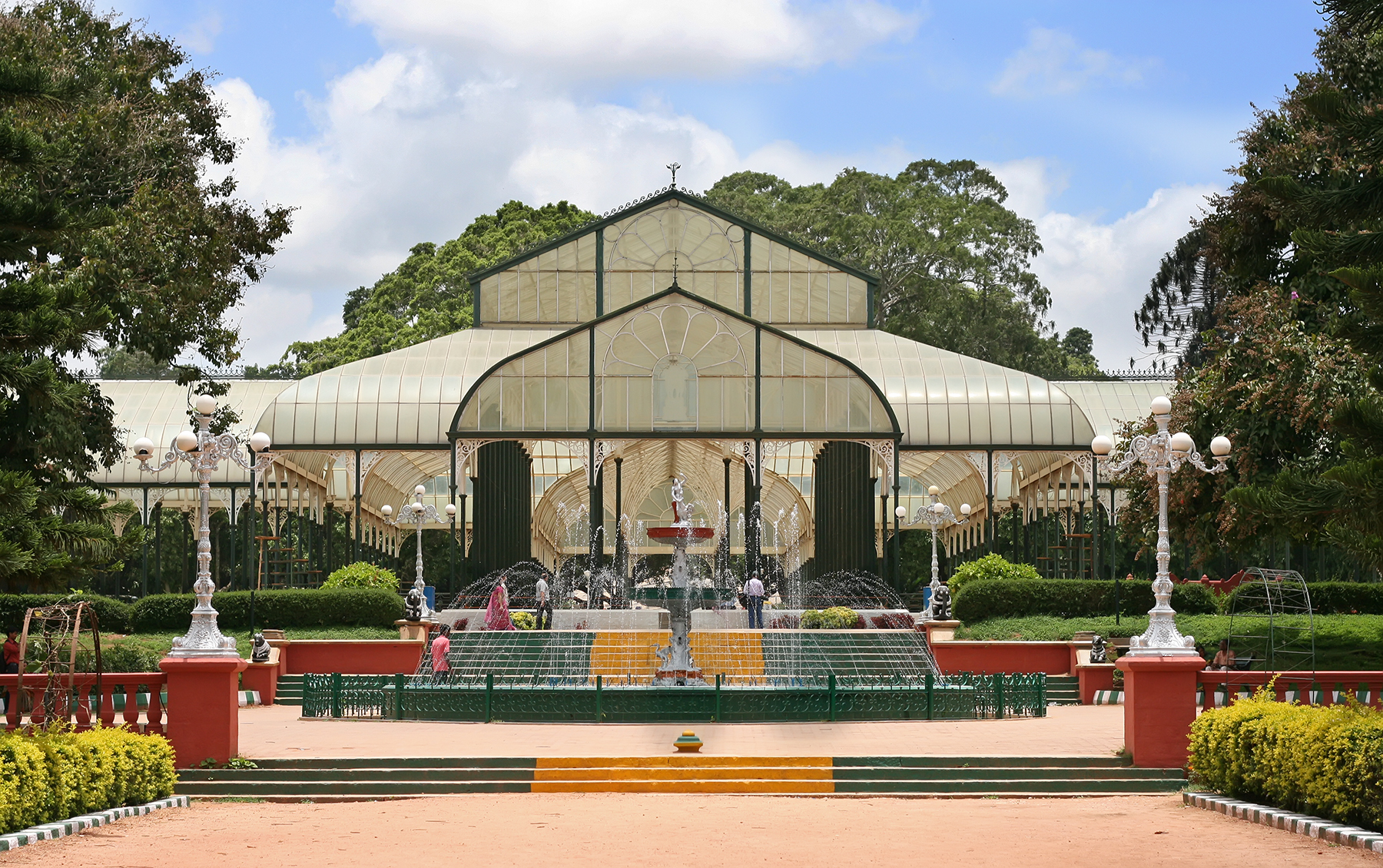
Gewächshaus mit Fontäne

Lal Bagh Botanical Gardens ist ein Park und botanischer Garten in der indischen Stadt Bengaluru. Er wurde 1760 von Hyder Ali, dem damaligen Herrscher von Mysore, in Auftrag gegeben und unter seinem Sohn und Nachfolger Tipu Sultan vollendet. Der Grundstein für das Gewächshaus wurde 1898 gelegt.
Der Park beherbergt über 1000 verschiedene Pflanzenarten, darunter einige Bäume, die über 100 Jahre alt sind, sowie ein Aquarium und einen See.
Lal Bagh Gardens ist eine der größten Touristenattraktionen der Stadt und eine der umfangreichsten Baumsammlungen der Welt, mit Bäumen von pazifischen Inseln, aus Australien, Kalifornien, Südamerika und Afrika.
Der Eintritt in den Park ist morgens von 6 bis 9 Uhr und abends von 18 bis 19 Uhr frei.